# Adewale Oladoye
Adewale Oladoye (* 25. August 2001) ist ein nigerianischer Fußballspieler, der aktuell beim FK AS Trenčín in der Slowakei unter Vertrag steht.

## Karriere
Oladoye begann seine Karriere beim Water FC, einer nigerianischen Fußballakademie in der Hauptstadt Abuja. Im März 2021 wechselte er von dort zur U-19 der KAA Gent. Am 19. Mai 2021 (5. Spieltag) debütierte er in der Europa-Play-off-Runde der Division 1A, als er gegen Standard Lüttich kurz vor Spielende ins Spiel kam. Dies war jedoch sein einziger Einsatz in der kompletten Saison 2020/21. Am 5. August 2021 spielte er gegen den FK RFS aus Lettland das erste Mal in der Qualifikation zur UEFA Conference-League und erzielte dabei auch seinen Premierentreffer im Profibereich. Bis zum Saisonende absolvierte er neun Pflichtspiele und gewann außerdem den belgischen Pokal. Doch im Juli 2022 wechselte Oladoye dann weiter zum slowakischen Erstligisten FK AS Trenčín.

## Erfolge
- Belgischer Pokalsieger: 2022